# 張焯奎
張焯奎，廣西省太平府龍州廳人，或称新会人。清末民初官員，進士出身。

## 生平
張焯奎為同治十二年（1873年）癸酉科舉人。光緒六年（1880年）考中庚辰科二甲進士，籤分兵部车驾司兼職方司行走。光緒三十一年（1905年）任福建連城縣知縣，史稱其“慈易愛民，清正自矢”。宣統元年（1909年）因事去職。次年復任。民國元年（1912年），時局混亂，邑人挽留其主持大局，擔任連城首任縣知事。